# Julian Knoll
Julian Knoll (* 11. Juli 1999 in Gotha) ist ein deutscher Fußballtorwart.

## Karriere
Knoll spielte zunächst für den FSV 06 Ohratal, bevor er 2012 in den Nachwuchs des FC Rot-Weiß Erfurt wechselte.
Ab 2016 spielte er in der U19 des Vereins und trainierte erstmals auch mit den Profis der 1. Mannschaft mit.
Am 21. Spieltag der Saison 2017/18 gab er aufgrund einer Gelbsperre von Stammtorhüter Philipp Klewin beim 3:1-Sieg gegen den 1. FC Magdeburg sein Debüt für die 1. Mannschaft in der 3. Profi-Liga und zeigte dabei eine gute Leistung. Obwohl Klewin im folgenden Spiel wieder einsatzbereit war, erhielt Knoll erneut den Vorzug. Allerdings verletzte er sich beim Aufwärmen direkt vor dem Spiel und fiel für den Rest der Saison aus.
Nach dem Abstieg der Erfurter in die Regionalliga Nordost unterzeichnete Knoll einen neuen Profivertrag bei den Thüringern. Mit dem Rückzug der 1. Mannschaft im Januar 2020 wechselte Knoll zum Oberligisten Inter Leipzig.